# Piperiton
Piperiton is een monoterpeen-keton dat in de etherische olie van een aantal planten voorkomt. Beide stereoisomeren, de D- en de L-vorm, worden aangetroffen. Piperiton is onder meer een bestanddeel van de olie van Eucalyptus dives en van Andropogon jwarancusa. Het is ook het hoofdbestanddeel van de etherische olie van de woestijnplant Artemisia judaica uit de streek van In Amenas in Algerije.
Piperiton heeft een sterke geur van gras, kamfer of munt. Het kan gebruikt worden als aromastof. Het wordt ook gebruikt voor de productie van synthetische menthol door hydrogenering, of synthetische thymol door dehydrogenering.